# Бродовиков, Геннадий Матвеевич
Генна́дий Матве́евич Бродовиков (20 сентября 1916 года — 18 декабря 1980 года) — пулемётчик 1206-го стрелкового полка 362-й стрелковой дивизии 50-й армии; командир отделения взвода пешей разведки 1111-го стрелкового полка 330-й стрелковой дивизии 70-й армии 2-го Белорусского фронта, сержант, Полный кавалер ордена Славы.

## Биография
Геннадий Матвеевич Бродовиков родился 20 сентября 1916 года в селе Котельниково Нерчинского района Читинской области в крестьянской семье.
Русский. Образование начальное. Работал электромонтером на Холбонской электростанции Читинской области. С детства занимался охотой и был обучен меткой стрельбе. Ворошиловский стрелок. Лыжник. Окончил курсы снайперов и курсы подрывников (в армии).
В Красную Армию призван в мае 1937 года Шилкинским райвоенкоматом Читинской области. Участвовал в боях у озера Хасан в 1938 году и на реке Халхин-Гол в 1939 году, в советско-финляндской войне 1939—1940 годов (снайпер в разведроте). В боях Великой Отечественной войны с июня 1941 года.
В июне 1941 года — старший сержант разведвзвода одной из частей НКВД. В 1941—1942 г. находился на территории оккупированной Белоруссии в составе частей, попавших в окружение. Участвовал в диверсионных операциях партизанского соединения. Участвовал в специальной операции по выводу из окружения несовершеннолетних детей лиц командного состава Красной Армии и НКВД (более 30 человек). Во время операции заменил убитого командира и вывел детей за линию фронта. Был представлен к ордену Боевого Красного Знамени, но затем арестован. В течение более чем полугода находился под арестом. По приговору отчислен из личного состава НКВД, разжалован из старших сержантов в рядовые, лишен всех наград (медаль «За Отвагу», медаль «За Боевые Заслуги», полученные за участие в боевых действиях на о. Хасан и р. Халкин-Гол, а также орден Красной Звезды за боевые действия в финской войне), и направлен на фронт в качестве рядового. По его личным воспоминаниям, остался жив благодаря заступничеству одного из крупных военачальников Красной Армии, сына которого вывел из-за линии фронта Г. М. Бродовиков. Фамилию военачальника Г. М. Бродовиков не называл (источник — воспоминания, записанные учеником новоульяновской средней школы № 1, краеведческий музей школы).
В 1946 году старшина Бродовиков Г. М. демобилизован. Приехал в Башкирию, жил в посёлке Приютово Белебеевского района. Затем жил и работал в г. Новоульяновске Ульяновской области (по прежней специальности — электриком). Жил в скромной двухкомнатной квартире площадью 27 м² в доме-«хрущевке» в одном километре от цементного завода (Ульяновский цементный завод). На фото Геннадий Матвеевич в костюме с двумя орденами Славы, так как третий орден был утрачен (украден). Фотография, рассказ о нем размещены в экспозиции краеведческого музея школы № 1 г. Новоульяновска.
Скончался 18 декабря 1980 года.
.

## Подвиг
Пулеметчик 1206-го стрелкового полка (362-я стрелковая дивизия, 50-я армия, 2-й Белорусский фронт) сержант Геннадий Бродовиков 3 июля 1944 года в бою за деревню Чернова и Гребенка Червенского района Минской области Белоруссии из ручного пулемёта сразил шестерых вражеских солдат и вместе с бойцами десятерых взял в плен.
Указом Президиума Верховного Совета СССР от 10 июля 1944 года за образцовое выполнение заданий командования в боях с немецко-фашистскими захватчиками сержант Бродовиков Геннадий Матвеевич награждён орденом Славы 3-й степени (№ 69060).
Командир отделения взвода пешей разведки 1111-го стрелкового полка (330-я стрелковая дивизия, 70-я армия, 2-й Белорусский фронт) сержант Бродовиков Г. М. в период с 6-го по 8 февраля 1945 года при ликвидации окружённой группировки противника в районе населённого пункта Штонск, расположенного в 16-и километрах северо-восточнее польского города Короново, из личного оружия уничтожил восемь гитлеровских солдат и двух офицеров, двух солдат пленил.
Указом Президиума Верховного Совета СССР от 7 марта 1945 года за образцовое выполнение заданий командования в боях с немецко-фашистскими захватчиками сержант Бродовиков Геннадий Матвеевич награждён орденом Славы 2-й степени (№ 13508).
7 марта 1945 года командир отделения 1111-го стрелкового полка (330-я стрелковая дивизия, 49-я армия, 2-й Белорусский фронт) сержант Геннадий Бродовиков с разведывательной группой в 20-и километрах северо-западнее польского населённого пункта Бытув проник в расположение врага, и из личного оружия поразил двух гитлеровцев и захватил ценные документы. 23 марта 1945 года бесстрашный воин в районе населённого пункта Глюккау, находящегося в 10-и километрах северо-западнее польского города Гданьска, с разведчиками ворвался в траншею противника, истребил восемь фашистов, троих взял в плен.
Указом Президиума Верховного Совета СССР от 29 июня 1945 года за образцовое выполнение заданий командования в боях с немецко-фашистскими захватчиками сержант Бродовиков Геннадий Матвеевич награждён орденом Славы 1-й степени (№ 435), став полным кавалером ордена Славы.

## Награды
Орден Славы трёх степеней